# Sorà de Cos
Sorà de Cos (grec antic: Σωρανός, llatí: Soranus) fou un escriptor grec nadiu de l'illa de Cos. Va escriure una obra sobre Hipòcrates, i es creu que per poder fer-la va consultar totes les biblioteques i arxius oficials de Cos per recollir materials. Encara que la seva època és desconeguda, probablement cal situar-lo al final del segle iii aC o al segle ii aC.